# Benedict Balansa
Gaspard Joseph Benedict Balansa, también conocido como Benjamin Balansa, ( 1825, Narbonne? - 2 de noviembre de 1891, Hanói) fue un botánico y explorador francés. Colectó especímenes botánicos extensivamente para el Museo Nacional de Historia Natural de Francia, en París. Comienza en Argelia de 1847 a 1848.
En 1849 se casa con Pauline Fabre, una vecina. De 1850 a 1853 otra vez en Argelia. En 1854 a 1855 va a Anatolia y a China.
Entre 1873 y 1877 explora intensamente Paraguay. Donde instala una destilería de esencias de naranja (la primera en Villa Rica en 1880) y deja a su hijo como encargado industrial. Y nuevamente de 1878 a 1884 en Paraguay. Básicamente colecta briófitas, sobre todo de Asunción y de Caaguazú. Mucho más tarde, sus especímenes se envían a Emile Bescherelle en París, que los identifica, describiendo 30 especies de musgos y de hepáticas.
Una de las colecciones de duplicados de Balansa se integraron al herbario del Conservatorio y Jardín botánico de Ginebra (353 muestras, de las cuales 30 son nuevas).
Explora de 1885 a 1892 en el área de Tonkin (Vietnam del Norte), donde fallece de disentería.
Identificó 43 especies nuevas:
- Leguminosae Adenocarpus anagyrifolius Coss. & Bal. [1873 publ. 1874]
- Poaceae Aristida brachyptera Coss. & Bal. 1858
- Poaceae Avena mandoniana Coss. & Bal. [1868 publ. 1869]
- Brassicaceae Cardamine lazica Boiss. & Bal. ex Boiss. 1888
- Euphorbiaceae Chamaesyce senguptae (Bal. & Subr.) V.S.Raju & P.N.Rao 1977
- Poaceae Chloris divaricata R.Br. var. cynodontoides (Bal.) Lazarides 1972
- Leguminosae Crotalaria khasiana Bal. ex Thoth. & A.A.Ansari (1978 publ. 1979)
- Poaceae Crypsis acuminata Trin. subsp. ambigua (Boiss. & Bal. ex Boiss.) 1985
- Myrtaceae Eugenia baruensis Bal. ex O.Berg 1858
- Euphorbiaceae Euphorbia anacampseros Bal. ex Boiss. 1862
- Euphorbiaceae Euphorbia rimarum Coss. & Bal. [1873 publ. 1874]
- Poaceae Festuca cynosuroides Bal. ex Nyman 1882
- Leguminosae Hedysarum membranaceum Coss. & Bal. [1873 publ. 1874]
- Brassicaceae Hesperis aucheri Bal. ex E.Fourn. [1866 publ. 1868]
- Cupressaceae Juniperus argaea Bal. ex Parl. 1868
- Poaceae Leersia debilis Bal. & Poit. 1878
- Poaceae Leersia distichophylla Bal. & Poit. 1878
- Scrophulariaceae Linaria ventricosa Coss. & Bal. [1873 publ. 1874]
- Poaceae Luziola spiciformis Anderss. ex Bal. & Poitrass. 1878
- Poaceae Luziola striata Bal. & Poitrass. 1878
- Lamiaceae Marrubium album Boiss. & Bal. 1859
- Lamiaceae Marrubium depauperatum Boiss. & Bal. 1859
- Apiaceae Meliocarpus cilicicus Boiss. & Bal. 1856
- Crassulaceae Pistorinia breviflora Coss. & Bal. [1873 publ. 1874]
- Poaceae Poa controversa Bal. 1874
- Dipsacaceae Pterocephalus depressus Coss. & Bal. [1873 publ. 1874]
- Resedaceae Reseda elata Coss. & Bal. ex Müll.Arg. 1868
- Resedaceae Reseda saxatilis Bal. ex Müll.Arg. 1857
- Polygonaceae Rumex acetosella L. subsp. acetoselloides (Bal.) J.C.M.Den Nijs 1984
- Polygonaceae Rumex acetoselloides Bal. 1854
- Polygonaceae Rumex papilio Coss. & Bal. [1873 publ. 1874] (IK)
- Lamiaceae Salvia ochroleuca Coss. & Bal. [1873 publ. 1874]
- Lamiaceae Salvia taraxacifolia Coss. & Bal. [1873 publ. 1874]
- Poaceae Sesleria subacaulis Bal. ex Boiss. 1884
- Lamiaceae Stachys saxicola Coss. & Bal. [1873 publ. 1874]
- Lamiaceae Teucrium bullatum Coss. & Bal. [1873 publ. 1874]
- Lamiaceae Teucrium collinum Coss. & Bal. [1873 publ. 1874]
- Lamiaceae Teucrium decipiens Coss. & Bal. [1873 publ. 1874]
- Lamiaceae Teucrium rupestre Coss. & Bal. [1873 publ. 1874]
- Euphorbiaceae Tithymalus rimarum (Coss. & Bal.) Soják 1972
- Caryophyllaceae Velezia hispida Boiss. & Bal. 1856
- Poaceae Zizaniopsis bonariensis (Bal. & Poitr.) Speg. 1902
- Poaceae Zoysia seslerioides (Bal.) Clayton & F.R.Richardson (1973)

## Honores

### Epónimos
Más de 550 especies llevan su epónimo , como:
- (Annonaceae) Melodorum balansae A.DC.[2]
- (Annonaceae) Miliusa balansae Finet & Gagnep.[3]
- Cycas balansae Warb. 1900

- La abreviatura «Balansa» se emplea para indicar a Benedict Balansa como autoridad en la descripción y clasificación científica de los vegetales.[4]

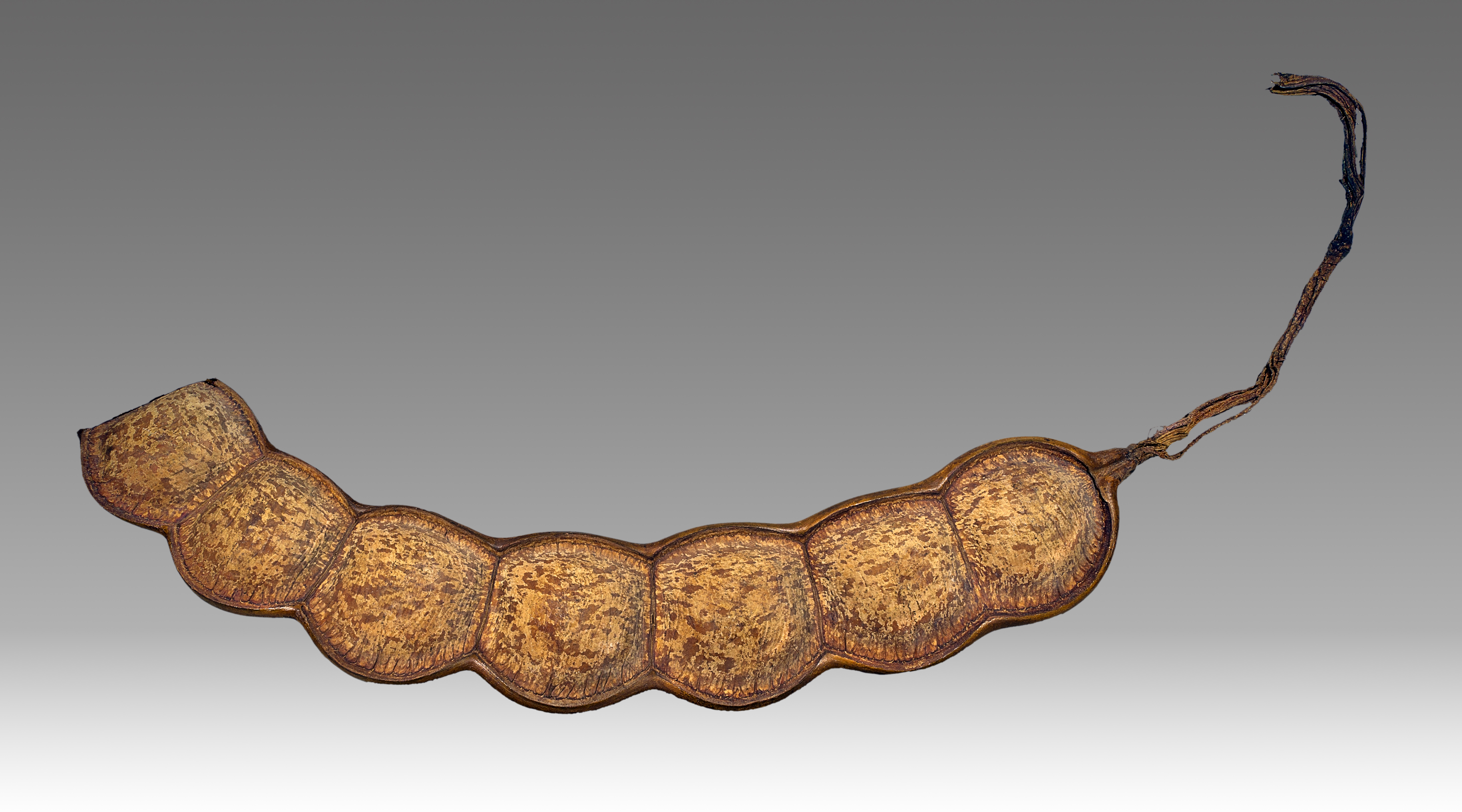
Entada phaseoloides Balansa collection MHNT
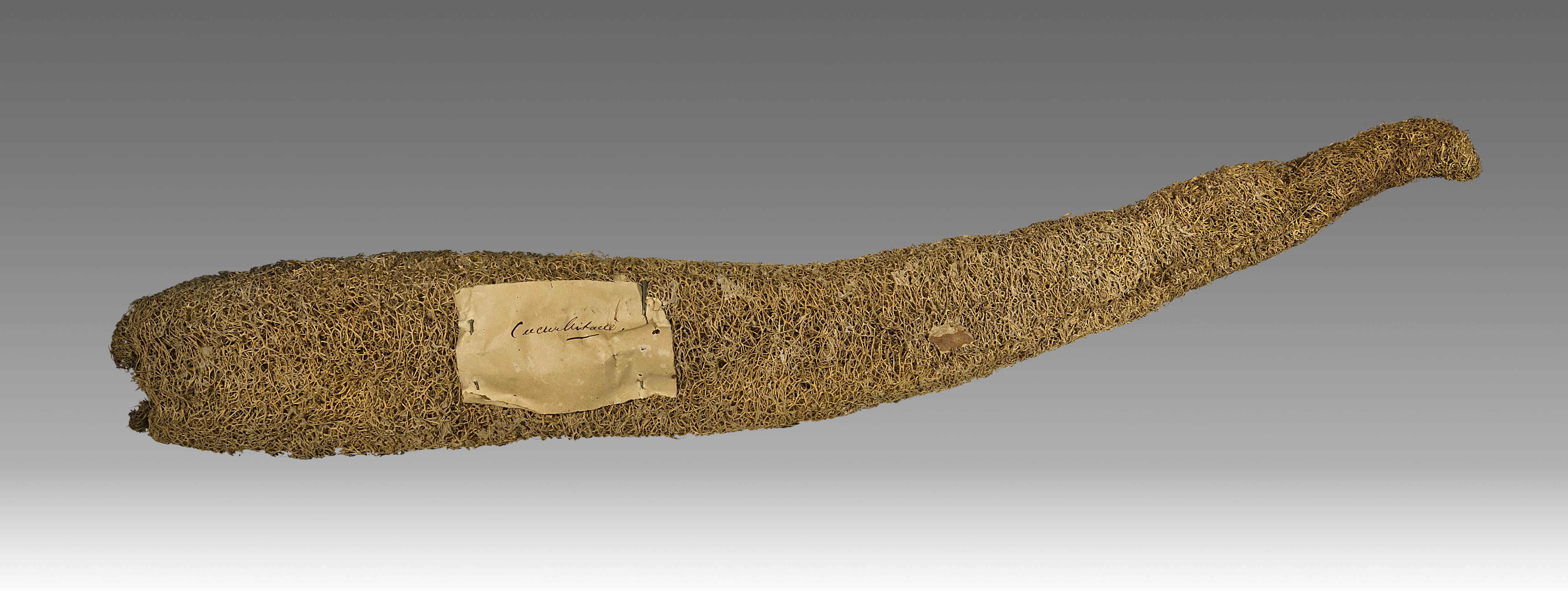
Luffa aegyptiaca Balansa collection MHNT
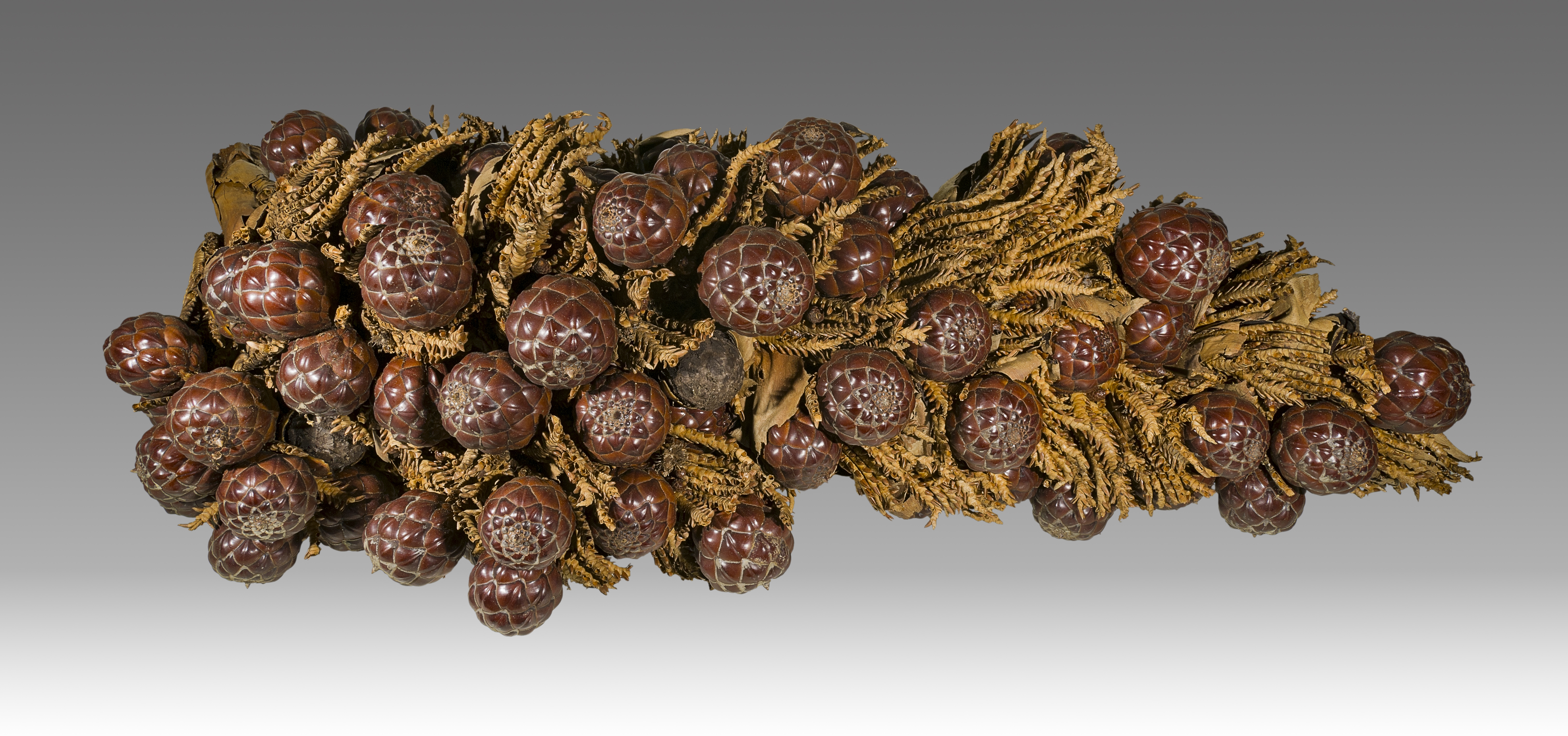
Raphia farinifera Balansa collection MHNT
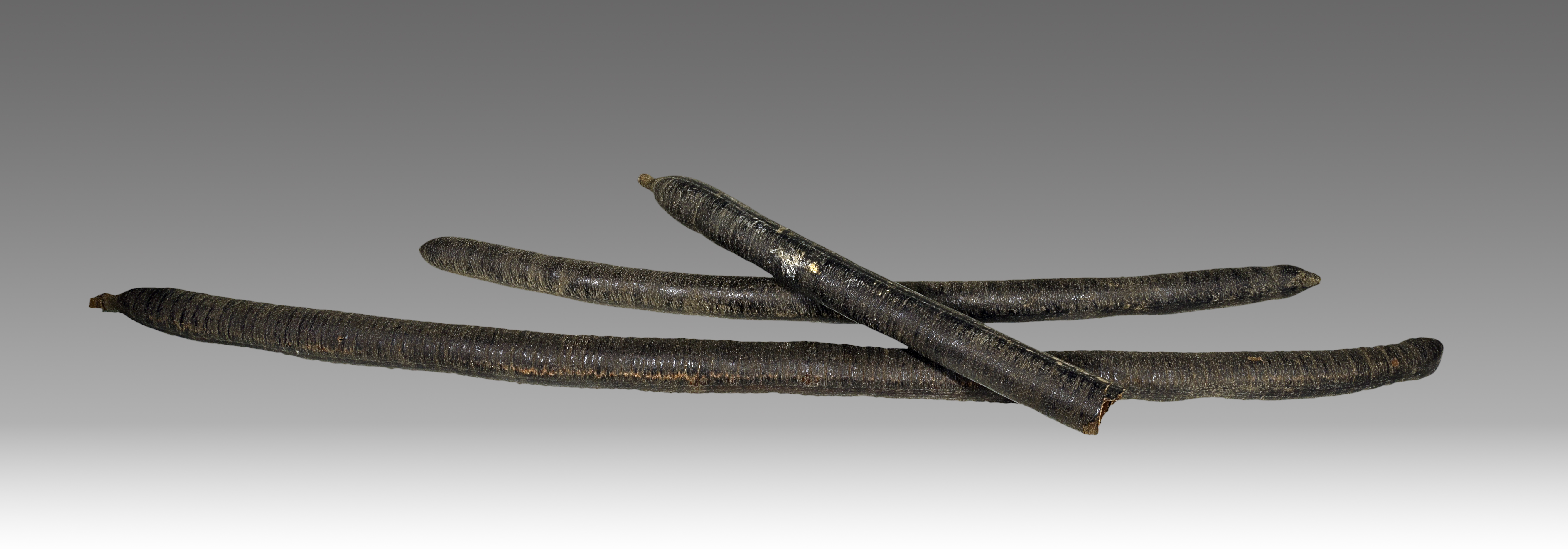
Cassia fistula Balansa collection MHNT
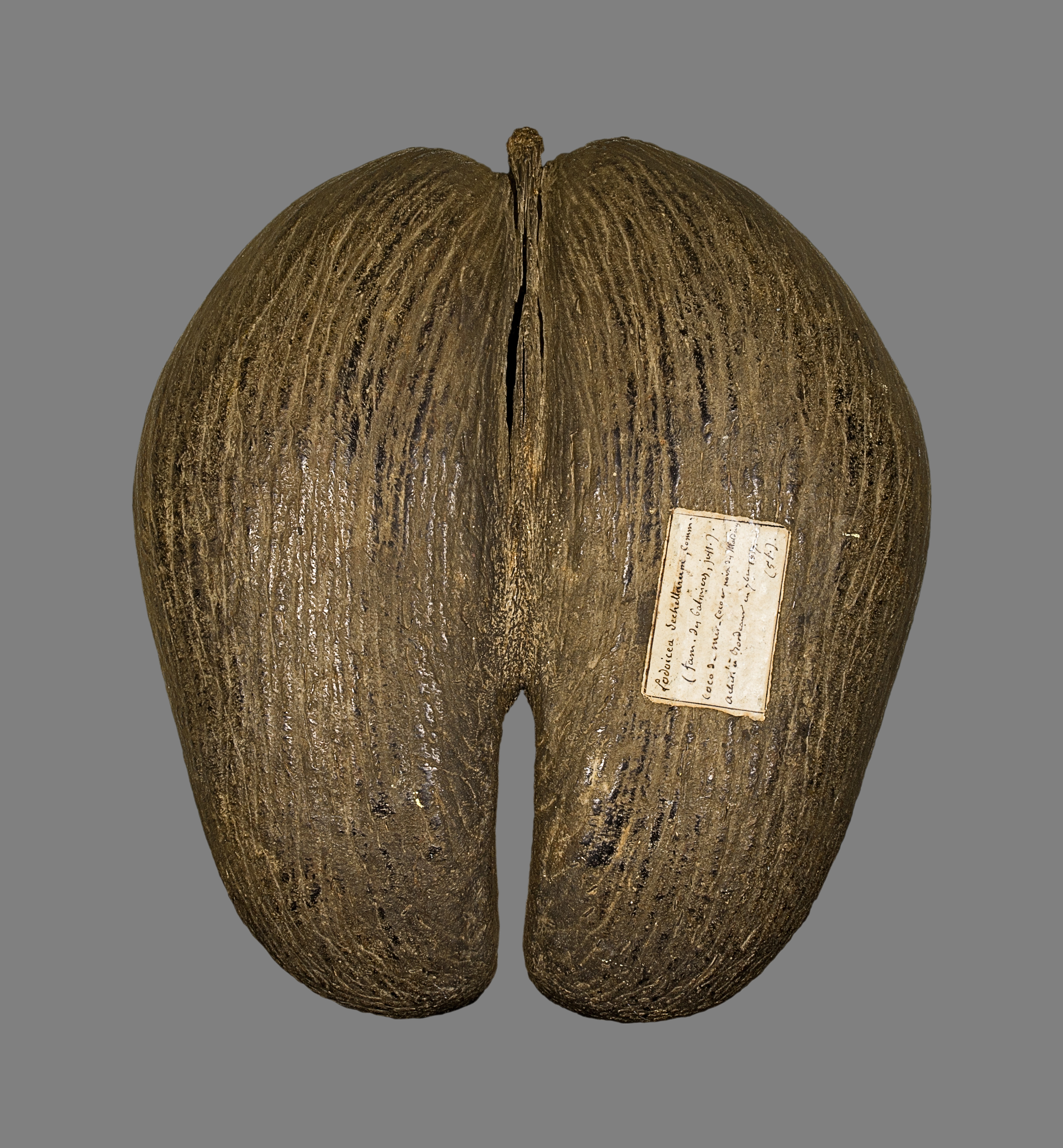
Coco de mer Balansa collection MHNT
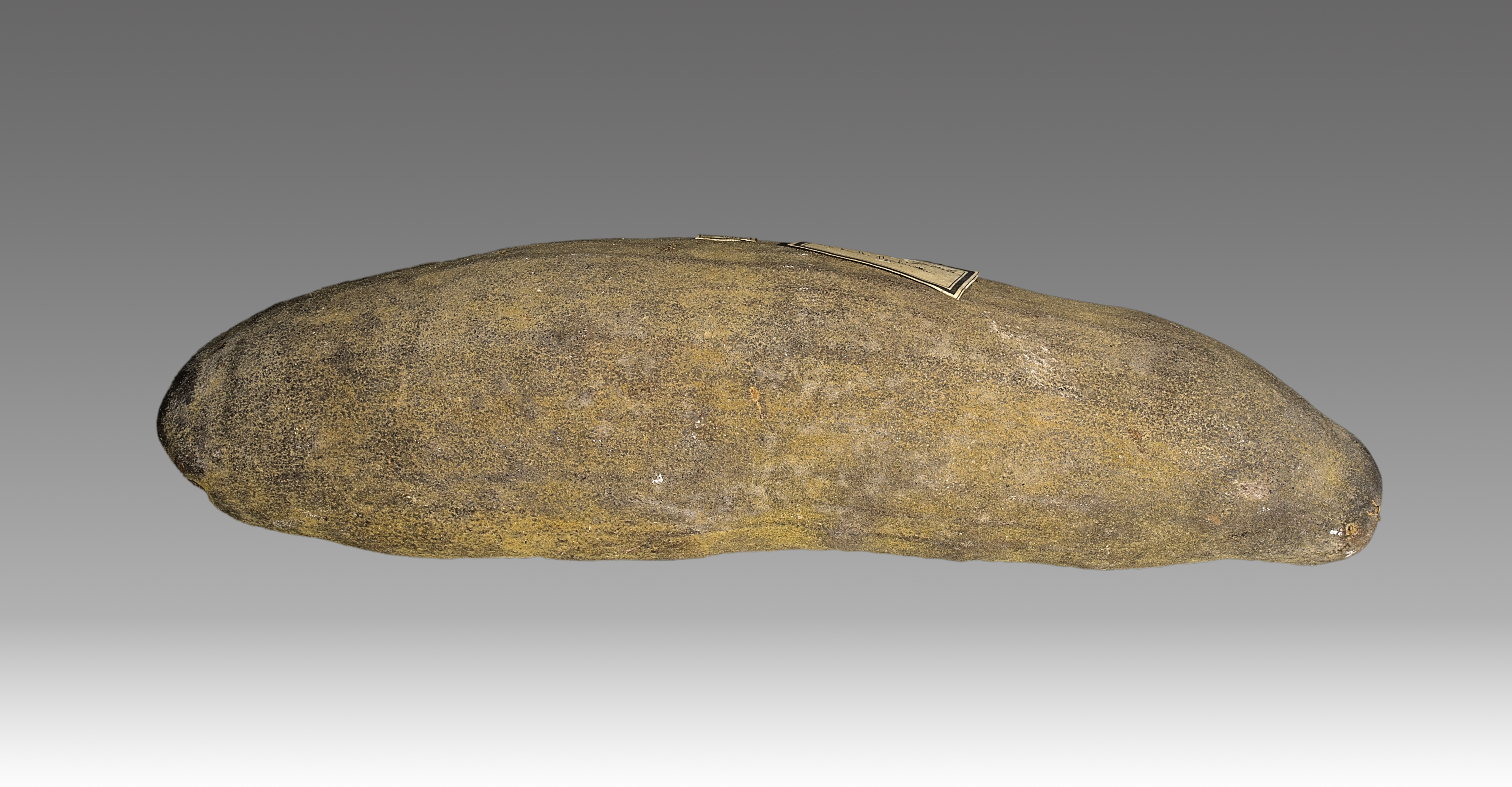
Adansonia digitata Balansa collection MHNT
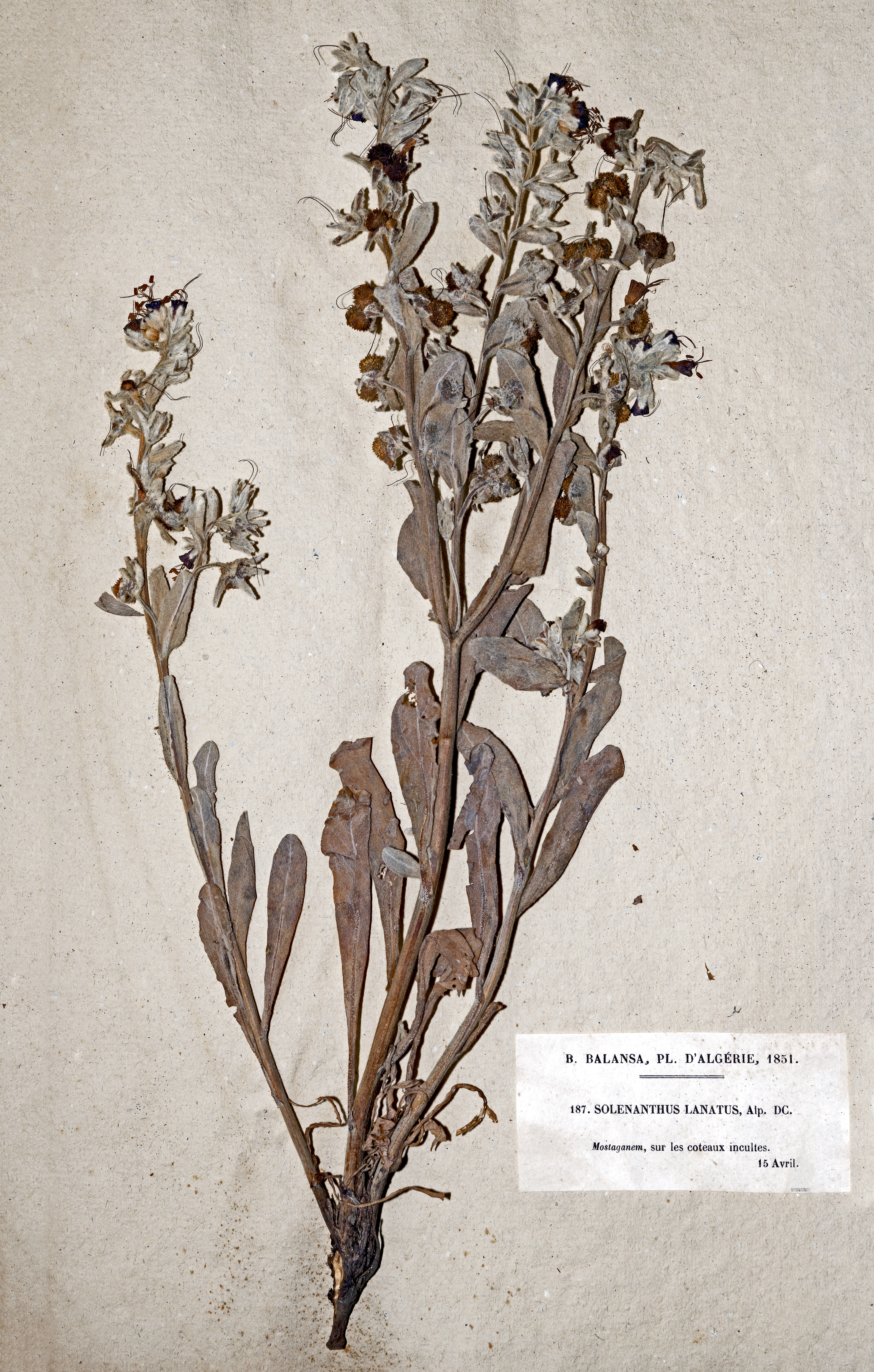
Solenanthus lanatus Balansa collection MHNT